# Už zase skáču přes kaluže
Už zase skáču přes kaluže je český film režiséra Karla Kachyni z roku 1970 natočený podle námětu ze stejnojmenné knihy Alana Marshalla.

## Obsah filmu
Venkovský kluk vyrůstá v prostředí hřebčína. Po onemocnění dětskou obrnou ochrne na dolní končetiny. Nevzdá se však, podaří se mu následky nemoci překonat a splní se mu sen, že bude jezdit na koních.Tento film je podle námětu knihy Alana Marshalla, autorovou biografií z let, kdy byl ještě školou povinný. Filmovým hrdinou je malý Adam (v knižní předloze Alan), který dostane dětskou obrnu. Když se nemoc stále zhoršuje, je zavezen do nemocnice, kde stráví několik měsíců. Na nemocniční prostředí si poměrně rychle zvykne, stane se každodenní součástí jeho života. Pozná zde i jiné lidi, sestřičky, dlouhodobě nemocné pacienty. Svou nemoc však bere jako něco přirozeného, jako něco, co musí prožít. Nezlobí se za ni, ani nehází vinu na druhé. Vlastně si ani neuvědomuje, jak závažná nemoc ho postihla, protože bere jako naprostou samozřejmost, že bude zase chodit. Dospělí ho však označují jako mrzáčka, dívají se na něj soucitně a to malý Adam nechápe, chce jim dokázat, že je normální jako ostatní děti. Po pár měsících je propuštěn a maminka s tatínkem si ho odvezou domů. 
Bydlí v malé chaloupce na kraji vesnice ve filmu situované někde na Moravě. Adam se vzhlíží ve svém otci, který rozumí koním a naopak otec zase pevně věří ve svého syna. Maminku má velice rád a rozumí si i se svými dvěma sestrami. Je to chudá rodina, musí se starat sami o sebe a každý má na den rozděleny své úkoly. 
Malý Adam je nejdříve odkázán na vozík a berle. Díky kamarádům se naučí postupně jezdit na koni a překvapí tím své rodiče, kteří mu předtím říkají tzv. milosrdné lži a věští, že bude jezdit na koni a budou se s maminkou divit: "kdo to tady tak uhání na tom koni". Adam se nakonec naučí opravdu jezdit na koni tudíž si splní přání a zbaví se potřeby vozíku a berlí. A když ho pak vidí rodiče se sestrami přijet na koni, otec pronese: "Maminko, kdo to tady tak uhání na tom koni?". A maminka odpoví: "To je přece náš chlapec".